# Suillia innotata
Suillia innotata är en tvåvingeart som först beskrevs av Becker 1908.  Suillia innotata ingår i släktet Suillia och familjen myllflugor.
Artens utbredningsområde är Madeira. Inga underarter finns listade i Catalogue of Life.